# Villa Mills

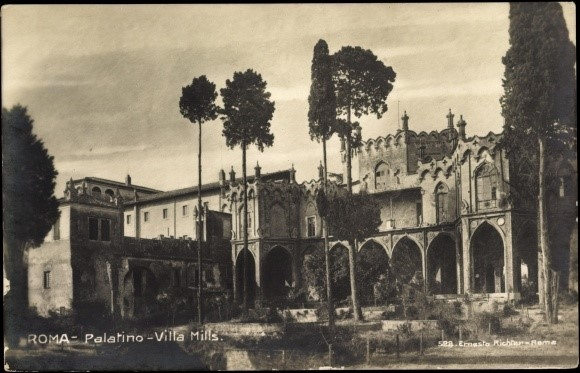
Vista da Villa Mills por volta de 1900.

Villa Mills, antiga Villa Mattei al Palatino, era uma villa localizado no alto do monte Palatino entre a Via di San Bonaventura e a Via dei Cerchi, no rione Campitelli de Roma. Construída sobre a Palácio Augustano e o Palácio Flávio, foi demolida no início do século XX para permitir que os sítios arqueológicos no local pudessem ser escavados. 

## História

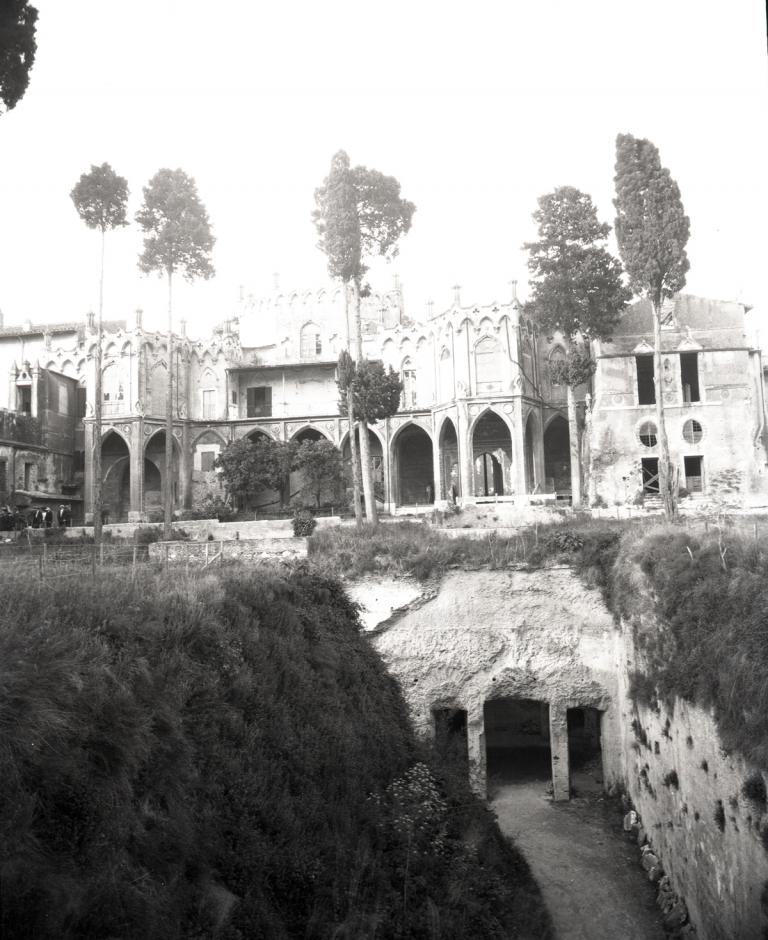
Imagem de 1907 destacando a posição da villa acima das ruínas do Palácio de Augusto.

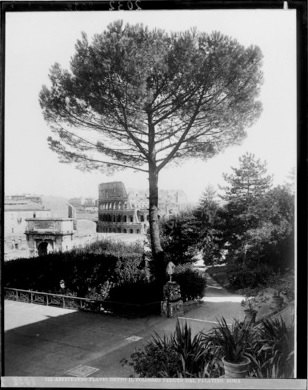
Foto de uma vista do Coliseu a partir do jardim da Villa Mills em 1906-1907.

No século XVI, a área onde ficava a Villa Mills era composta basicamente por jardins e vinhas, parte dos famosos Jardins Farnésios criados pelo cardeal Alessandro Farnese. Uma pequena casa de campo foi construída no local pela família Stati bem em cima do antigo Palácio Augustano com uma pequena lógia decorada com esplêndidos afrescos de Baldassare Peruzzi (representando os signos do zodíaco, as musas e outros temas clássicos) e de alunos da oficina de Rafael. Depois, a villa  passou pelas mãos das principais famílias de Roma, como os Colonna, os Mattei di Giove, os Spada e os Magnani, além de outros proprietários menos conhecidos, e já era conhecida como Villa Mattei al Palatino ou Villa Stati Mattei. Em 1818, a propriedade foi comprada pelo escocês Charles Mills (m. 1846) e pelo arqueólogo inglês William Gell (1777-1836). Em 1824, os dois restauraram a pequena lógia renascentista aberta que abrigava os afrescos de Peruzzi. Numa data posterior, os medalhões com uma rosa, um cardo e um trevo foram colocados nas enjuntas dos arcos pintados do primeiro andar e os pilares do portão de entrada foram decorados com cardos.
Em 1846, Robert Smith (1787-1873), um antigo funcionário da Companhia das Índias Orientais, adquiriu a Villa Mills após se casar com uma herdeira francesa, Julia Adelaide Vitton de Claude, e do nascimento do filho do casal, Robert Claude, nascido em Veneza em 1843. H. V. Morton sugere que foi Mills quem acrescentou elementos góticos à villa usando os serviços de um "arquiteto inglês da moda" para criar "pináculos, ameias, caixilhos e claustros" e duas pagodas chinesas, pintadas de vermelho, sobre as termas augustanas. Porém, dada a falta de evidências a respeito das "alterações" de Mills, é possível defender que teria sido Smith e não ele o responsável. Apesar de algumas evidências sugerindo que a villa teria sido construída por Mills, como os trevos na decoração, uma referência à sua origem escocesa, o edifício revela muito mais o estilo misto de Smith, com elementos góticos e italianos ligados a outros indianos numa rotunda central flanqueada por duas torres octogonais com lógias arcadas logo abaixo: com suas ruínas de antigas civilizações abaixo do edifício e uma vista majestosa a partir do alto, o projeto da villa claramente lembra o de um bungalow em Delhi (bangalô). Confirmando esta tese é o fato de os que se hospedaram na villa enquanto Charles Mills estava vivo não terem mencionado o aspecto "excêntrico" do complexo, o que certamente teriam feito se as alterações já estivessem presentes. Nestes relatos, o jardim parece ter sido o ponto mais atrativo da villa e não a arquitetura do palácio, o que torna ainda mais provável que as novas adições tenham sido obra de Smith e não de Mills.

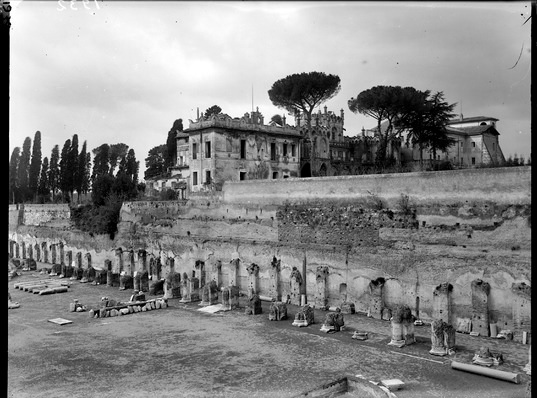
Outra vista (c. 1906-1907), do outro lado, com o Estádio Palatino em primeiro plano e a Villa Mills ao fundo.

Em 1856, a propriedade foi vendida para as irmãs da Visitação, e ampliada por Virginio Vespignani. Contudo, construída acima das ruínas dos antigos palácios imperiais no Palatino, a villa incorporava numa propriedade privada preciosas evidências sobre a origem do Império Romano. Apesar de já na metade do século XVIII terem sido realizadas escavações no local, em algum momento a prioridade se tornou a busca e a preservação do conhecimento sobre as eras mais antigas da cidade através de explorações muito mais profundas do que as simples inspeções sumárias realizadas até então. Foi inevitável a decisão de demolir a villa, uma obra dirigida pelo arquiteto Alfonso Bartoli, um dos defensores de que as novas descobertas que seriam feitas mais do que justificariam a destruição do magnífico edifício. As escavações realizadas entre 1926 e 1928 foram, de fato, muito produtivas e, por consequência, a única estrutura sobrevivente do complexo renascentista é a pequena lógia, recortada do antigo palácio, e uma estrutura mais recente, construída já pelas freiras da Visitação, que se transformou na sede do Antiquário do Palatino.
Depois da demolição da Villa Mills, puderam iniciar as escavações sistemáticas no local e foram trazidas à luz as residências onde viveram por quatro séculos os primeiros imperadores romanos: o chamado Palácio Augustano, que era a parte privada do palácio com os apartamentos e banheiros dos "augustos", depois ampliada por Domiciano no século I para se tentar obter um pouco de privacidade no complexo imperial, que se estendia por todo o Palatino. Inicialmente confundida com a residência de Augusto, que fica mais para o oeste, o Palácio Augustano foi projetado pelo arquiteto Rabírio e era um vasto edifício com dois pisos voltados para o Circo Máximo e um amplo pórtico semicircular no centro do qual ficava a entrada.
Na história de Villa Mills revela-se uma maneira diferente de viver e compreender ruínas antigas, um gosto romântico por antiguidades inseridas em contextos artísticos e em jardins bem cuidados para serem compartilhadas com um pequeno círculo de amigos e visitantes. A certeza de encantar seus convidados e de poder apreciar a paisagem e o conjunto histórico, apreciando a ruína não por seu valor absoluto, mas por sua capacidade de evocar a memória do mundo antigo. A arte clássica e a arte renascentista até o final do século XIX fascinavam os poucos eleitos que podiam desfrutar de propriedades no topo do Palatino, às vezes preservando-as de estranhos com extremo ciúme (como no caso dos Rancoureil, proprietários da villa por um tempo, que forçaram Piranesi a imaginar subterfúgios para poder desenhar as ruínas dos palácios imperiais), mas também abrindo-as para visitas públicas, como fizeram os Brunati, os Gell e os Mills.

## Antiquário do Palatino e aCasina Farnese

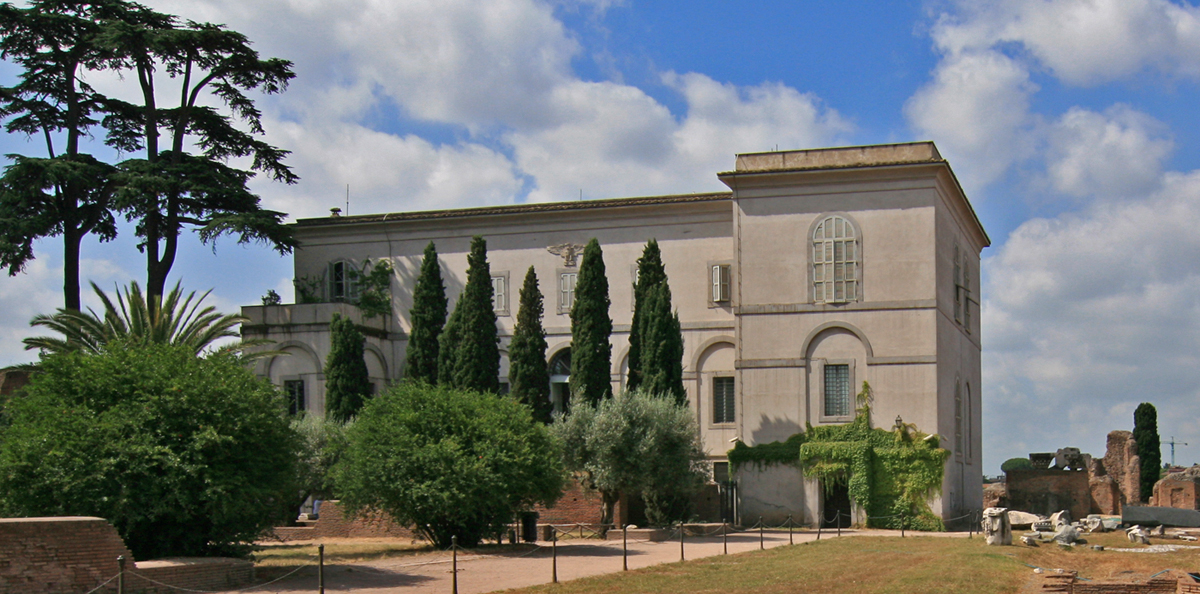
Antiquário do Palatino.

Depois da demolição da Villa Mills, uma das poucas estruturas preservadas foi a chamada Loggietta Mattei ou Casina Farnese, onde estão os afrescos de Baldassare Peruzzi, e o edifício do século XIX onde hoje fica o museu conhecido como Antiquário Palatino. Ali estão abrigados os materiais relativos aos primeiros assentamos no Palatino, as esculturas recuperadas na colina entre 1870 e hoje e uma série de estuques e afrescos que documentam a evolução da decoração artística da época de Augusto até a Antiguidade tardia. As "Lajes de Campana" (36-28 a.C.) pertenciam à refinada decoração do Templo de Apolo no Palatino; da Casa de Augusto são as pinturas de estilo pompeiano (segunda metade do século I a.C.), do Palácio Tiberiano e do Palácio Transitório, as intársias em mármore utilizadas como revestimentos nas paredes.